# Sahulia suboppositifolia
Sahulia suboppositifolia (H.J.Lam) Swenson – gatunek rośliny z monotypowego rodzaju Sahulia Swenson z rodziny sączyńcowatych. Występuje endemicznie w lasach tropikalnych w okolicy Jeziora Murraya w Prowincji Zachodniej oraz na wschód od Port Moresby w Prowincji Centralnej w Papui-Nowej Gwinei.
Nazwa naukowa rodzaju odnosi się do Sahulu, prehistorycznego kontynentu obejmującego obecną Australię i Nową Gwineę, którą sączyńcowate zasiedliły około 52 milionów lat temu. Epitet gatunkowy po łacinie oznacza „o niemal naprzeciwległych liściach”

## Morfologia
PokrójDrzewo o wysokości do 30 metrów, zawierające sok mleczny.
LiścieUlistnienie naprzeciwległe, rzadziej niemal naprzeciwległe. Blaszki liściowe cienkie, eliptyczne lub nieco odwrotnie jajowate, o wymiarach 8–13×3.5–5,0 cm, całobrzegie, nagie doosiowo, biało kutnerowate odosiowo. Wierzchołek blaszki liściowej wąsko zaostrzony, nasada blaszki klinowata, niekiedy asymetryczna. Ogonek liściowy o długości (5–)10–15 mm, kutnerowaty.
KwiatyPięciokrotne, pojedyncze lub zebrane do 3 w pęczek. Szypułka długości 15–25 mm, kutnerowata, płowa. Działki kielicha długości 8–12 mm, szeroko eliptyczne, zachodzące na siebie; odosiowo na odcinkach zasłoniętych nagie, na zewnętrznych pokryte odosiowo płowym kutnerem, doosiowo owłosione na niemal całej powierzchni, z wyjątkiem środkowej części. Korona kwiatu zielona, rurkowata, długości 6–9 mm, z zewnątrz omszona. Nitki pręcików zrośnięte z płatkami, główki ostrogowate na 20% długości, długości 1,8–2 mm. Prątniczki płaskie, lancetowate, nieco szczeciniaste wzdłuż brzegu. Zalążnia pokryta sztywnymi włoskami, wąsko stożkowata, długości ok. 12 mm. Szyjka słupka naga, wyrastająca poza koronę kwiatu.
OwoceCzerwone, jajowate, prawdopodobnie jagody, jednonasienne, o wymiarach 62–75×30–40 mm. Nasiona jajowate, wielkości 45×20 mm, brązowe.

## Systematyka
Rodzaj należy do podrodziny Chrysophylloideae Luersson w obrębie sączyńcowatych (Sapotaceae). Rodzaj stanowi klad siostrzany dla kladu obejmującego rodzaje Amorphospermum, Niemeyera, Pycnandra i Planchonella.